# ピペリレン
ピペリレン(Piperylene)は、揮発性で可燃性の炭化水素の慣用名。5つの炭素鎖から構成され、2つの二重結合を持つジエンのひとつである。幾何異性体としてシス体とトランス体が存在する。IUPAC命名法に従い、1,3-ペンタジエン(1,3-Pentadiene)とも呼ばれる。

## 製法
ピペリレンはカリウム tert-ブトキシドなどの塩基の存在下において、1,3-ブタジエンのジメチルスルホキシドによるメチル化により得られる。この製法では、およそ80 %のトランス体と20 %のシス体が生じる。
他の製法として、アセトアルデヒド、アクロレイン、もしくはクロトンアルデヒドなどのウィッティヒ反応によっても得られ、この場合は収率およびシス・トランス選択性は様々な要素(例えば前駆体や使用した溶媒など)に依存して変化する。
あるいはホフマン脱離を用いて、ピペリジンを多重にメチル化したのちにトリメチルアミンを脱離させると1,4-ペンタジエンを得るが、反応条件によっては異性化によりピペリレンを得る。
さらに、水蒸気改質により原油からエチレンを製造する際の副生成物中のC5留分を精製することによっても得られる。

## 性質
ピペリレンは無色の液体である。

## 用途
ピペリレンは例えば2-メチルフランなどの他の化合物の製造に用いられる。また、プラスチック、接着剤、樹脂を作る際のモノマーとして用いられる。特に近年は、ピペリレン誘導体が封筒、小包、おむつのテープ部などに用いられる接着剤として世界中で使われている。